# Tard-Venus

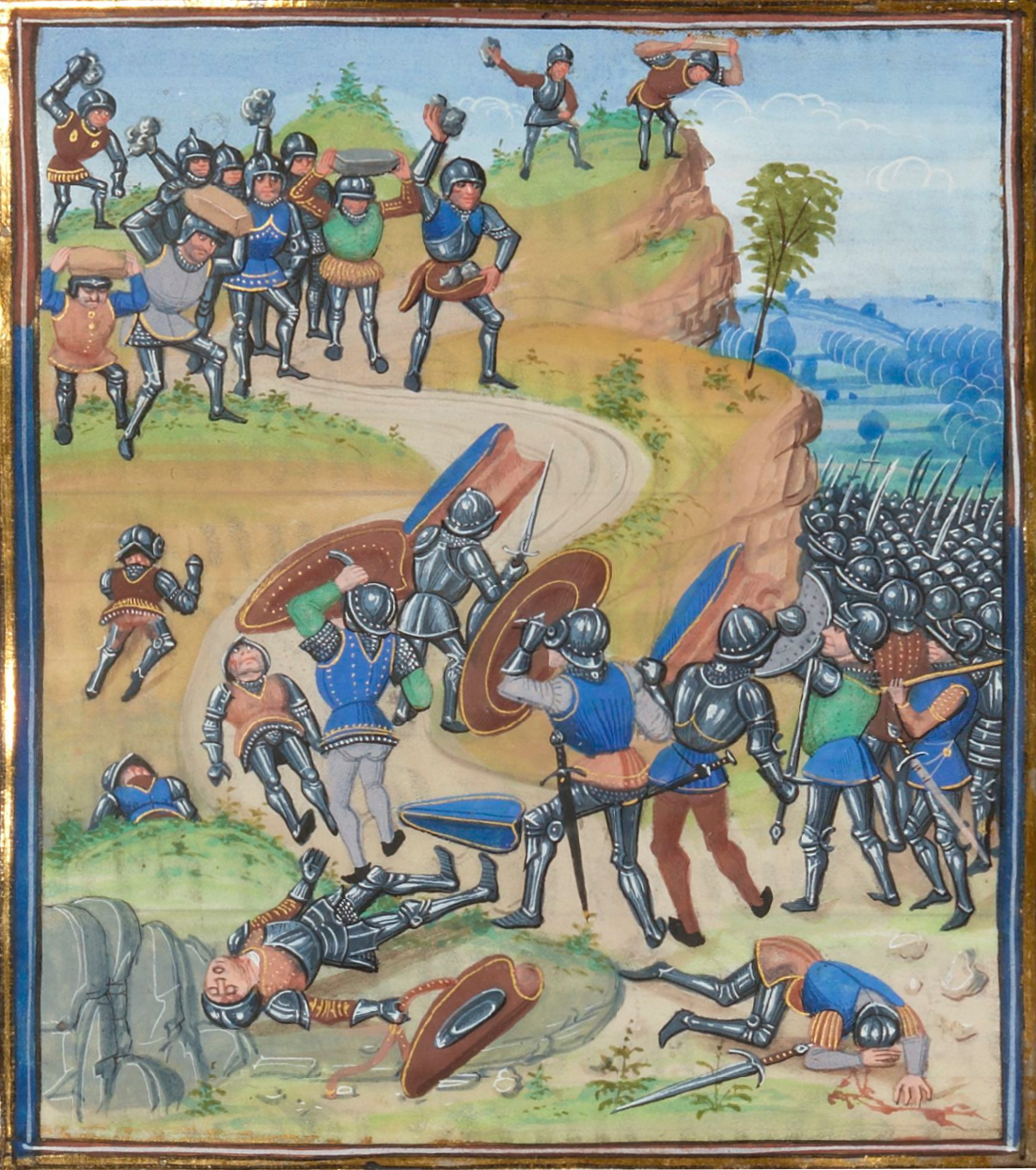
Les Tard-Venus défont en 1362 à Brignais, près de Lyon, l'ost royal.
Chroniques de Jean Froissart (manuscrits Gruuthuse), Paris, BnF, ms. Français 2644, 3e quart du XVe siècle.

Le nom de Tard-Venus est le nom donné aux bandes de routiers qui ravagèrent le Lyonnais et l'Auvergne dans les dernières années du règne du roi Jean II le Bon.

## Histoire
Lorsque le traité de Brétigny fut signé le 8 mai 1360, la paix qui s'installa ne fit pas les affaires des gens qui vivaient grâce à la guerre. La trêve n'arrêta pas l'action des mercenaires des deux armées. 
Le roi d'Angleterre fait évacuer les forteresses occupées en France par des hommes d'armes à sa solde. Parmi les capitaines de garnisons, quelques chevaliers et écuyers anglais, obéissent aux ordres du roi, mais d'autres résistent prétextant guerroyer pour le roi de Navarre. Toutefois les mercenaires allemands, brabançons, gascons, flamands, hainuyers, bretons... et des français aventuriers ou ruinés par les guerres ne se dispersent pas et continuent leur vie de pillage. Congédiés, ils se forment en nouvelles bandes prenant comme capitaine les pires d'entre eux.
Ils prennent le nom de Tard-Venus car, pense-t-on, ils sont venus après les autres à la curée de France. En Champagne, ils s'emparent du château de Joinville où ils font un butin considérable et consentent à le rendre moyennant une rançon. Ils parcourent et pillent la Champagne et dévastent les évêchés de Langres, Toul et Verdun puis pénètrent en Bourgogne soutenus par certains chevaliers et écuyers bourguignons. 
Après s'être installés aux alentours de Besançon, de Dijon et de Beaune, ils prennent et pillent Vergy, Gevrey-en-Beaunois et ravagent la région. Ils tentent de surprendre Chalon à la fin de 1361 et en janvier et février de 1362.
La réunion de l'ensemble de bandes s'élève à 15 000 combattants vers le Carême de 1362. Le plus puissant des capitaines, Seguin de Badefol, est à la tête de 2 000 mercenaires. Parmi les autres chefs de bandes, Froissart cite Talbart Talbardon, Guiot du Pin, Espiote, le Petit Meschin, Bataillé, Frank Hennequin, le Bour Camus, le Bour de Lesparre, le Bour de Breteuil, Naudon de Bageran, Lamit, Hagre de l'Escot, Albrest, Ourri l'Allemand, Bourdeille, Bernardon de la Salle, Hortingo de la Salle, Robert Briquet, Creswey, Amanieu d'Ortigue, Garciot du Castel, Guyonnet de Pau. À la mi-Carême l'ensemble de ses Compagnies se met en marche en direction de la riche cité d'Avignon en passant par le comté de Mâcon, le Lyonnais et le Forez et occupent le prieuré d'Estivareilles.
Le roi Jean le Bon demande à son cousin Jacques de Bourbon, comte de la Marche, alors en Languedoc, de marcher contre les Compagnies afin d'éliminer cette menace. Le comte de la Marche, remontant vers le Forez par Montpellier et Avignon, appelle sous les armes ses vassaux, les seigneurs d'Auvergne, du Limousin, de Provence, de Savoie, du Dauphiné, du duché et du comté de Bourgogne qu'il fait concentrer entre Lyon et Mâcon sous les ordres de Jean de Melun, comte de Tancarville.
Maîtres de Saint-Jean-de-Losne, ou ils détruisent les moulins et pillent les entrepôts, et de Tournus et concentrés autour de Chalon, les chefs des compagnies décident d'envahir le Forez. Ils ravagent le Beaujolais, déjà pillé en juin 1360 par les Anglo-Gascons, le Lyonnais, assiègent sans succès Charlieu, mais prennent Marcigny, Saugues, dévastent Montbrison puis s'emparent de Rive-de-Gier et du château de Brignais à la mi-mars 1362. La panique gagne Lyon dont tous les éléments de défense ne sont pas encore totalement assurés.
Jean de Grolée,, chevalier et bailli de Mâcon, prend la direction des opérations et fait renforcer l'artillerie, en particulier dans le quartier de Saint-Just. Pendant ce temps, l'armée de Jean de Melun, située au Nord, était rejointe par les troupes du comte Louis de Forez et ses vassaux, les seigneurs de Beaujeu, de Villars, de Tournon, de Chalençon, de Jean de Chalon et des nobles bourguignons et comtois et la cavalerie savoyarde commandée par Galois de la Baume… Pour attaquer les 15 000 Tard-Venus retranchés dans et autour du château de Brignais, Jean de Melun attendait beaucoup de la venue, par le Sud, des forces aguerries du maréchal Arnoul d'Audrehem et des Espagnols d'Henri de Trastamare. Les éclaireurs français n'ayant signalé que la présence d'une partie des Écorcheurs, il ordonne à son avant-garde commandée par l'archiprêtre Arnaud de Cervole de se lancer à l'assaut de Brignais.
Le 6 avril 1362 à Brignais, lors de la bataille de Brignais, les compagnies battent l'armée du roi Jean II, commandée par le comte de La Marche, Jacques de Bourbon, envoyée contre eux.
Après leur victoire, les compagnies mettent au pillage le comté de Forez. Seguin de Badefol, avec 3 000 combattants, s'empare d'Anse d'où il rançonne le comté de Mâcon, l'archevêché de Lyon, la terre du seigneur de Beaujeu et tout le pays environnant jusque Marcigny-les-Nonnains.
D'autres chefs de bandes comme Naudon de Bageran, Espiote, Creswey, Robert Briquet, Ortingho de la Salle, Bernardet de la Salle, Lamit, Bataillé, le bour Camus, le bour de Lesparre… marchent sur Avignon pour mettre à la rançon le pape et les cardinaux.
À la tête de 1 200 hommes, le bour de Breteuil va quant à lui ravager l'Auvergne. Le 3 juin 1362, il est taillé en pièces par 400 Espagnols et Castillans sous les ordres d'Henri de Trastamare, à Montpensier.
Apprenant que l'on vient de déposer une somme considérable dans la forteresse du Pont-Saint-Esprit, Bataillé, Guyot du Pin, Espiote, les bours de Camus et de Lesparre, Lamit et Petit Meschin et leurs bandes font une chevauchée de quinze lieues, pendant la nuit et arrivent au petit matin devant la ville qu'ils prennent par escalade où ils trouvent d'immenses richesses et occupent un carrefour stratégique. À la nouvelle de la prise de Pont-Saint-Esprit, beaucoup de Compagnies, cantonnées en Champagne, en Brie, en Orléanais, dans le Chartrain, le comté de Blois, l'Anjou, le Maine et la Touraine, prennent à leur tour le chemin de la vallée du Rhône.
Affamé dans Avignon, le pape Innocent VI prêche la croisade contre les brigands, mais comme on ne donne à ses croisés que des indulgences, ils retournent chez eux, certains rejoignant même le rang des bandits.

## La fin des Tard-Venus
L'échec complet de cette croisade oblige le Pape à remettre à Jean II, marquis de Montferrat, 60 000 florins d'or afin qu'il prenne les brigands à sa solde, pour les emmener en Italie. Les principaux chefs se laissent enrôler et partent faire la guerre à Galéas II Visconti et Bernabo Visconti, seigneurs de Milan.
Seguin de Badefol qui tient Anse et qui a refusé d'aller en Italie, s'empare de Brioude le 13 septembre 1363, ses troupes font des razzias au Puy, à la Chaise-Dieu, à Clermont, Montferrand, Chilhac, Riom, Nonnette, Issoire, Vodables, Saint-Bonnet l'Arsis et ravagent l'Auvergne. Après avoir occupé Brioude pendant plus d'un an, Seguin de Badefol l'évacue moyennant finance et se retire avec ses trésors en Gascogne, son pays natal avant de prendre la direction de la Navarre où, sur ordre de Charles II de Navarre, il meurt empoisonné avec des figues.